# Pardosa desolatula
Pardosa desolatula là một loài nhện trong họ Lycosidae.
Loài này thuộc chi Pardosa. Pardosa desolatula được Willis J. Gertsch & Michael Davis miêu tả năm 1940.